# پنکاهوئه
پنکائو (به اسپانیایی: Pencahue) یک شهرستان در شیلی است که در استان تالکا واقع شده‌است. پنکائو ۹۵۶٫۸ کیلومتر مربع مساحت و ۷٬۹۲۴ نفر جمعیت دارد و ۳۸ متر بالاتر از سطح دریا واقع شده‌است.